# Grünheide (Mark)
Grünheide (Mark) – gmina w Niemczech, w kraju związkowym Brandenburgia, w powiecie Oder-Spree.
Gmina Grünheide (Mark) położona jest na wschód od Berlina. Na jej terenie powstaje kompleks Giga Berlin, pierwsza europejska fabryka producenta samochodów elektrycznych, Tesla.
W skład gminy wchodzą następujące dzielnice:
- Hangelsberg
- Kagel
- Kienbaum
- Mönchwinkel
- Spreeau